# Ellisiophyllum
Ellisiophyllum es un género con una sola especie, Ellisiophyllum pinnatum, de plantas de flores perteneciente a la familia Scrophulariaceae. 
- Datos: Q8775035
- Multimedia: Ellisiophyllum / Q8775035
- Especies: Ellisiophyllum